# ビタ・パカ
ビタ・パカ（英語: Bita Paka）は、パプアニューギニア・東ニューブリテン州にある村。州都ココポの南南東に位置する。
第一次世界大戦中はドイツ帝国軍の無線基地が設置されていた。1914年9月11日、オーストラリア軍とドイツ軍の間でビタ・パカの戦いが発生し、戦闘の結果豪州軍が基地を制圧した。付近にはラバウル（ビタ・パカ）戦争墓地が存在する。